# Celonites capensis
Celonites capensis är en stekelart som beskrevs av Brauns 1905. Celonites capensis ingår i släktet Celonites och familjen Masaridae. Inga underarter finns listade.